# Wzniesienia Urzędowskie
Wzniesienia Urzędowskie (343.15) – mezoregion fizycznogeograficzny, pasmo wzniesień (wys. do 295 m n.p.m.) ciągnące się mniej więcej na linii północny zachód – południowy wschód, położone w południowo-zachodniej części Wyżyny Lubelskiej. Wzniesienia Urzędowskie są naturalnym przedłużeniem ciągnącego się dalej na południowy wschód Roztocza. Poza granicą wschodnią region zewsząd otoczony jest terenami wyraźnie niżej położonymi. Zachodnią granicę mezoregionu stanowi fragment doliny Wisły stanowiącej w tym miejscu Małopolski Przełom Wisły. Od południa Wzniesienia opadają natomiast ku dolinie rzeki Sanny, będącej północną granicą Równiny Biłgorajskiej. Na północy z kolei teren opada ku niewielkiej Kotlinie Chodelskiej.
Jest to obszar o urozmaiconej rzeźbie, a szczególnie charakterystyczną cechą są wąwozy lessowe. Wzniesienia Urzędowskie malowniczo przecina rzeka Wyżnica.